# Peritas
Peritas (em grego antigo: Περίτας) era o cão favorito de Alexandre, o Grande, provavelmente um molosso. Ele morreu em 326 a.C. na Índia.

## Características
As principais fontes históricas sobre Peritas são Plutarco (Alexandre, 61) e Plínio, o Velho, na História Natural (VIII, 61). Plínio, o Velho, escreve que o cão foi dado ao jovem Alexandre por seu tio Alexandre I, chamado de Molosso, sendo os molossos uma das principais tribos do Épiro. Virgílio elogia em suas Geórgicas os méritos dos cães desta região; eles são descritos como excelentes caçadores, guardiões e até auxiliares de combate.
É difícil saber a aparência física de Peritas. Um antigo mármore preservado no Museu Britânico, o Cão de Jennings, pode dar uma ideia da aparência desses cães de guarda molossos. A origem do nome é desconhecida, e só aparece na obra de Plutarco. No entanto, notamos a semelhança entre o termo Περίτιος (Peritios) que corresponde ao mês de janeiro no calendário macedônio e o de Περίτας (Peritas).

## Educação
Não há consenso sobre o treinamento do cão. Plínio diz que Alexandre recebeu este cão adulto enquanto estava na Índia, mas Plutarco indica que o rei o treinou ele mesmo.
Plínio relata em detalhes como Alexandre treinou seu cão. Alexandre primeiro recebe um primeiro cão, que ele coloca diante de uma caça tradicional. O animal permanece passivo, Alexandre fica fortemente irritado com esse comportamento e manda abater este primeiro cão. Seu tio, o rei dos molossos, então manda um segundo cão a ele, especificando: "para testar este cão, não contra pequenos animais, mas contra o leão ou o elefante". O que ele faz:

"Ele imediatamente viu o leão despedaçado; então, mandou trazer um elefante, e nunca um espetáculo lhe dera tanto prazer. De fato, com os pelos eriçados por todo o corpo, o cão começou a latir terrivelmente, depois partiu para o ataque: erguendo-se contra o monstro ora de um lado, ora do outro, atacando-o e esquivando-se com a habilidade necessária em tal luta, fez com que ele se virasse tanto que o elefante caiu, e sua queda abalou a terra."

## A vida ao lado de Alexandre
Diz-se que Peritas acompanhou Alexandre, o Grande em suas conquistas e morreu nos braços de seu mestre, atingido por um dardo.
Da mesma forma que Alexandre mandou construir uma cidade em memória do seu favorito Heféstio ou do seu cavalo Bucéfalo, o rei ordenou, segundo Plutarco, a construção de uma cidade nas margens do rio Hidaspes (actual Jelum), na Índia, em honra do seu falecido cão. Esta pode ter sido Alexandria de Opiene, actual Uch no Paquistão.